# Sarno (cráter)
Sarno es el nombre de un cráter sobre la superficie de Marte. El cráter es una depresión circular irregular de 23,2 kilómetros (14,4 mi) de diámetro con crestas pronunciadas, creada por un evento de impacto. El Cráter Sarno, se encuentra en el cuadrángulo Argyre, a unos 75 kilómetros (46,6 mi) del cráter Mafra y el cráter Tara y a unos 37 kilómetros (23,0 mi) Norte del cráter Vätö y Kifrī.

## Epónimo
Como es de costumbre en la nomenclatura, los pequeños cráteres de menos de 60 km llevan el nombre de pequeños pueblos y aldeas. En 1976, el cráter recibió el nombre de una comuna en la falda de los Apeninos en la Provincia de Salerno, Italia.